# (36786) 2000 SN14
2000 SN14 (asteroide 36786) é um asteroide da cintura principal. Possui uma excentricidade de 0.14257610 e uma inclinação de 13.25684º.
Este asteroide foi descoberto no dia 23 de setembro de 2000 por LINEAR em Socorro.